# Dispositif mondial pour la réduction des risques de catastrophes
Le Global Facility for Disaster Reduction and Recovery, ou GFDRR, ou en français Dispositif mondial pour la réduction des risques de catastrophes  est un programme de partenariat mondial créé le 29 septembre 2006 pour aider les pays en développement à réduire les risques de catastrophe et à s'adapter au changement climatique.

## Contexte
La double crise de la biodiversité et du climat engendrée par le développement économique, industriel et sociodémographique a conduit à des catastrophes plus fréquentes et plus graves, face auxquelles les pays pauvres et en développement résistent moins bien (aléas plus meurtriers, pertes économiques plus graves, moindre résilience parfois), au détriment de la réalisation des Objectifs de développement durable et des objectifs du millénaire pour le développement.
Selon le GIEC, « l’urbanisation sauvage galopante doublée d’une dégradation de l’écosystème accroît la vulnérabilité des populations aux inondations, aux glissements de terrain, aux tempêtes et aléas sismiques. Le changement climatique va vraisemblablement augmenter la fréquence et l’intensité de ces événements météorologiques extrêmes ». « Les aléas climatiques vont aggraver les problèmes environnementaux et les difficultés quotidiennes déjà imputables au défaut de gouvernance et au sous-développement. Ces effets négatifs du changement climatique se font déjà sentir et vont probablement s’accentuer, surtout dans les villes des pays du Sud, à faible revenu ou à revenu intermédiaire ».

## Histoire
Le GFDRR a été initialement lancé pour soutenir la mise en œuvre du « Cadre d'action de Hyogo 2005-2015 » (HFA), approuvé lors de la deuxième « Conférence mondiale sur la prévention des catastrophes » en 2005, dans la lignée des objectifs du millénaire pour le développement. En 2005, l'ONU a également créé le Groupe intergouvernemental sur l'observation de la Terre qui pourra appuyer le GFDRR.
En 2009, un  rapport intitulé Réduction des risques de catastrophe : bilan mondial 2009 a montré que la prévention du risque n'était « pas encore intégrée aux procédures internes des secteurs du développement, des ministères chargés de la planification et des institutions financières ».
Le 18 mars 2015, un nouveau cadre, le « Cadre de Sendai pour la réduction des risques de catastrophe 2015-2030 » a été adopté. Le GFDRR soutient désormais la mise en œuvre de ce cadre.

## Programmes et activités
Le GFDRR est un mécanisme de financement par subventions. 
Il alloue des financements et fournit une assistance technique via des programmes thématiques et spécifiques à des pays, en mettant l'accent sur la protection financière contre les risques de catastrophe, les infrastructures résilientes, les villes, les services hydrométéorologiques et l'accès aux informations sur les risques de catastrophe. 
Le GFDRR publie aussi des analyses des mesures politiques visant à atténuer les risques de catastrophe et de changement climatique.

## Gouvernance
Ce dispositif est conjointement géré par la Banque mondiale et par un groupe consultatif comprenant le Groupe de la Banque mondiale, le Bureau des Nations unies pour la réduction des risques de catastrophe (UNDRR) et plusieurs autres organisations internationales et pays.